# Эвтаназия в Испании

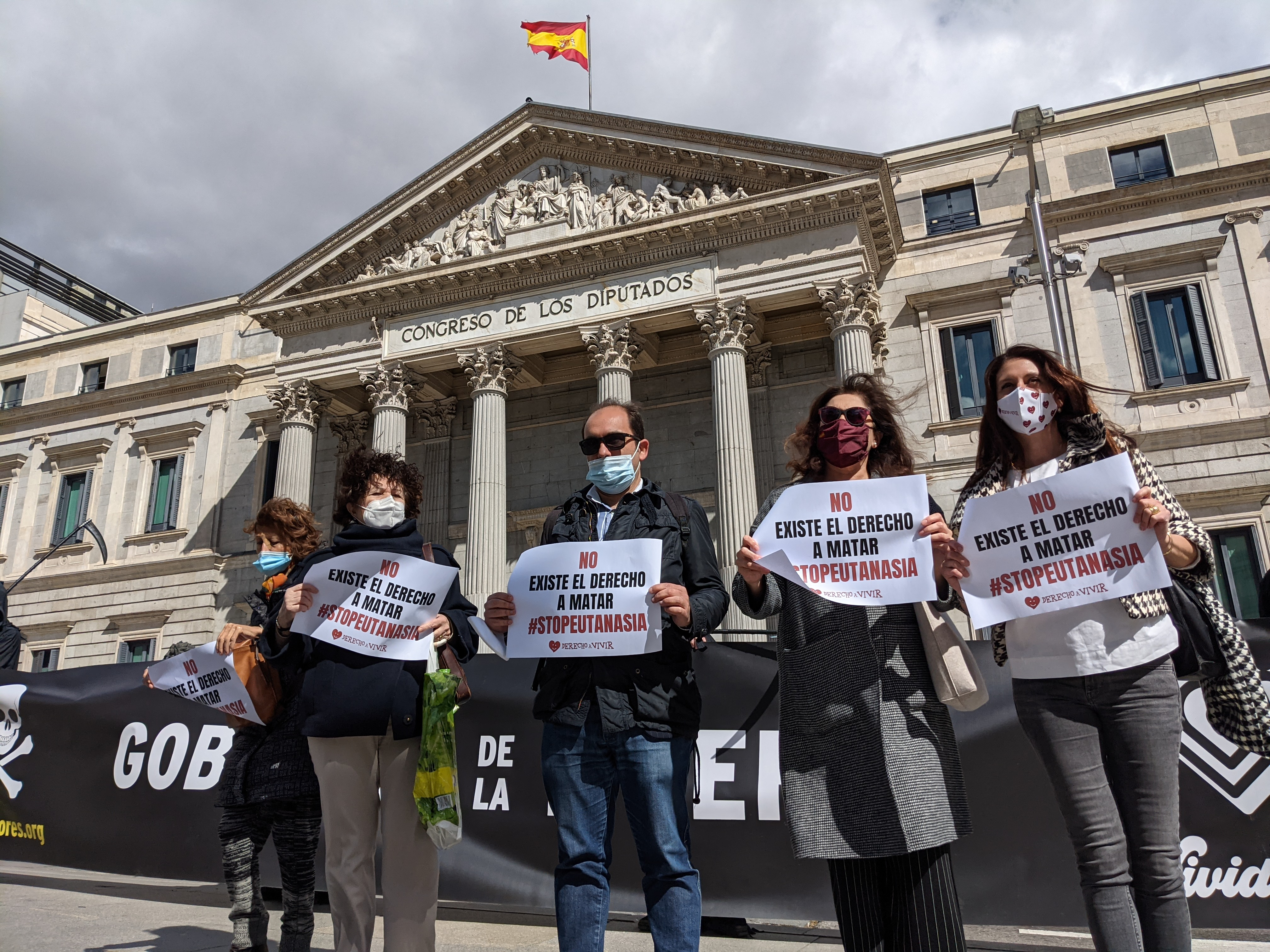
Митинг против эвтаназии 18 марта 2021 года

Эвтаназия в Испании является легальной с 25 июня 2021 года, когда вступил в силу Органический закон о регулировании эвтаназии, через три месяца после его публикации в Boletín Oficial del Estado (BOE; Официальный государственный вестник), после его утверждения Генеральными кортесами 18 марта 2021 года. Этот закон декриминализирует медицинскую помощь при смерти и определяет, кому, когда и с какими требованиями она может быть оказана. С его принятием Испания стала шестым государством в мире, признавшим общенациональное право на эвтаназию.

## История
В 1984 году в Испании была основана организация Asociación Derecho a Morir Dignamente (Ассоциация за право на достойную смерть), сокращённо DMD. 13 декабря 1984 года ассоциация DMD под номером 57889 была зарегистрирована в Министерстве внутренних дел, легализовав движение граждан за уважение свободы человека в конце жизни. Эта ассоциация считает Карлоса Гомеса из Сантандера пионером борьбы в Испании за признание эвтаназии. Гомес, больной лейкемией, 1984 году опубликовал в газете El País своё мнение под названием Смелость умереть даёт жизнь. Он писал: «Нет сомнений, что социальное табу, гораздо более репрессивное, чем то, которое действовало на секс, начало разрушаться. Я имею в виду табу на смерть, или, лучше сказать, на способ умереть». Карлос Гомес умер в следующем году, так и не выполнив своего завещания.
В 1986 году утверждённый в том же году Общий закон о здравоохранении разрешил пациентам отказываться от лечения, требуя добровольной выписки.
Случай Рамона Сампедро, имевший огромный резонанс, стал тем, благодаря которому вопрос об эвтаназии в Испании вышел на первый план в наши дни. В 1993 году Сампедро, с 1969 года страдающий квадриплегией, обнародовал своё желание, чтобы ему помогли умереть. Поскольку он не получил юридического разрешения на ассистированный суицид, он попросил о сотрудничестве одиннадцать человек, чтобы каждый из них принял участие в процессе, который приведёт его к самоубийству, и тем самым защитил их от судебного преследования. 11 января 1998 года его подруга Рамона Манейро оставила всё готовым, включая камеру, которая должна была запечатлеть это событие. Сампедро покончил с собой на следующий день. На записи он повторил своё желание умереть, также были записаны мучения, которые он испытывал после принятия яда. Полиция задержала Рамону Манейро, но была вынуждена отпустить её из-за отсутствия улик. Семь лет спустя, когда преступление было раскрыто, Рамона Манейро рассказала обо всем, что произошло. В 2004 году вышел фильм Море внутри режиссёра Алехандро Аменабара с Хавьером Бардемом в роли Рамона Сампедро.
В 2002 году Закон 41/2002, регулирующий автономию пациента, права и обязанности в отношении медицинской информации и документации (так называемый Закон об автономии пациента), подтвердил автономию пациентов, позволив им в индивидуальном порядке отказаться от лечения, не требуя никаких обоснований, что известно как пассивная эвтаназия. Четыре года спустя, в октябре 2006 года, Инмакулада Эчеваррия, страдавшая от прогрессирующей мышечной дистрофии в течение 22 лет, попросила воспользоваться этим законом, но религиозная больница в Гранаде, куда она была помещена, отказалась давать ей успокоительное или отключить её от респиратора, который позволял ей оставаться в живых. Пришлось вмешаться Хунте Андалусии, и её перевели в государственную больницу, где согласились на её просьбу и где она умерла в следующем году. Аналогичный случай произошёл с Педро Мартинесом, пациентом с боковым амиотрофическим склерозом (БАС), поскольку медицинская бригада, лечившая его в Севилье, отказалась давать ему успокоительное, утверждая, что он не умирает. Решением было сменить бригаду врачей. Он умер в декабре 2011 года.
Впоследствии до одиннадцати автономных сообществ приняли законы для неизлечимо больных, признающие их право на отказ от лечения и получение окончательной седации.
В 2005 году доктор Луис Монтес Миеса — в то время координатор неотложной помощи больницы Северо Очоа в Леганесе — и доктор Мигель Анхель Лопес Варас стали объектами расследования Департамента здравоохранения Мадридского сообщества под руководством Мануэля Ламелы Фернандеса в связи с двумя анонимными жалобами, в которых они обвинялись в применении высоких доз седации у смертельно больных пациентов в службе неотложной помощи больницы Северо Очоа. Отчёт, представленный Министерством здравоохранения, выявил 73 случая неправильного применения седации в период с 1 сентября 2003 года по 8 марта 2005 года. В 2005 году доктор Монтес Мьеса был уволен с должности координатора по просьбе Ламелы. В январе 2008 года суд закрыл дело, подтвердив решение об увольнении, принятое в июне 2007 года, и пресёк правовую базу, в которой говорилось о недобросовестной работе ответчиков.
В начале 2007 года стало известно о самоубийстве Мадлен З., которая страдала от БАС и обратилась за советом в DMD, чтобы покончить с жизнью. По этой причине в отношении волонтёров DMD, сопровождавших её в момент самоубийства, и журналиста, который сообщил об этом случае, было начато расследование, но дело было закрыто.
В 2009 году доктор Маркос Ариэль Хурманн стал первым врачом, осуждённым за эвтаназию. Он был приговорён к одному году тюремного заключения за то, что ввёл внутривенно хлорид калия, положив конец жизни и страданиям 82-летней женщины, которая прямо попросила о смерти из-за необратимых болей.
В апреле 2017 года Хосе Антонио Аррабаль, больной ALS, совершил самоубийство и записал себя на камеру, чтобы было доказательство того, что он сделал это, чтобы прекратить свои страдания, поскольку врачи, которые его лечили, считали, что он не находится в терминальной ситуации. «Всё, что мне осталось, — это ухудшение состояния, пока я не превращусь в овощ. Я хочу иметь возможность решать, чем всё закончится. А нынешняя ситуация не гарантирует этого», — говорит он, ссылаясь на отсутствие закона об эвтаназии.

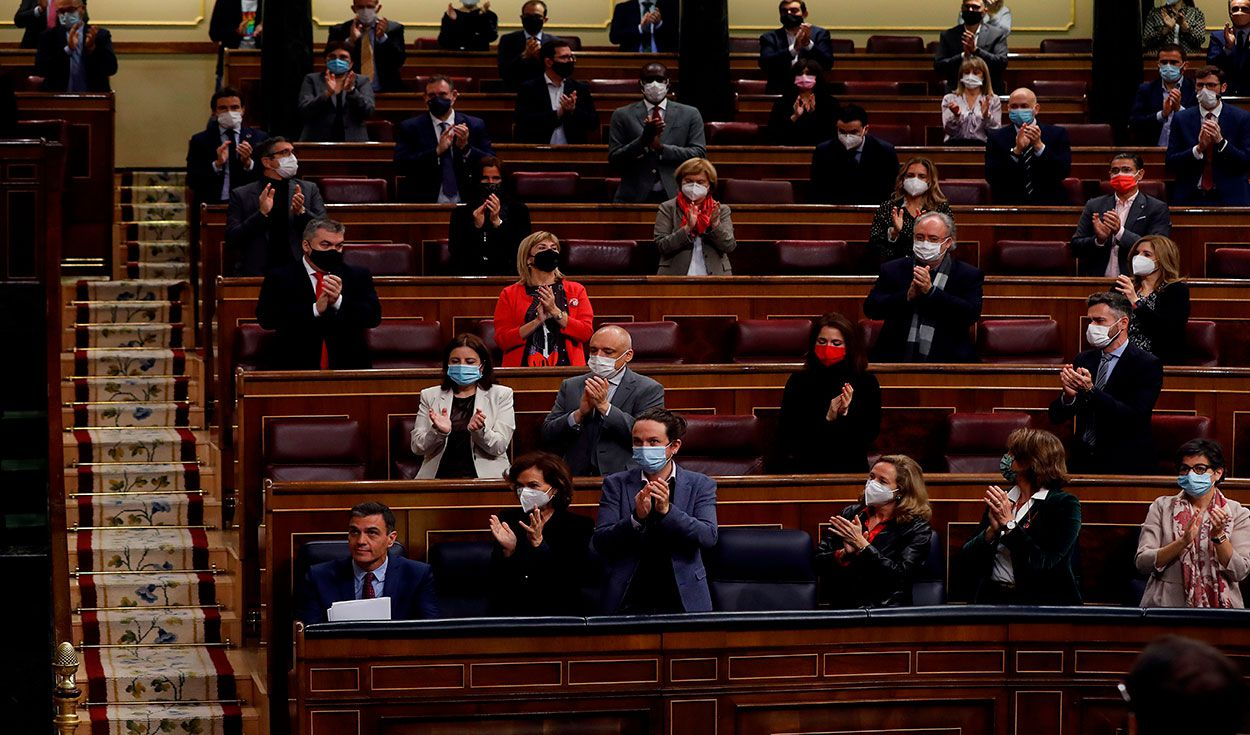
Члены испанского правительства и депутаты аплодируют после одобрения закона об эвтаназии в Конгрессе депутатов 198 голосами «за» и 138 «против».

В апреле 2019 года Мария Хосе Карраско, больная БАС в течение 30 лет, покончила с жизнью с помощью своего мужа Анхеля Эрнандеса. Они записали самоубийство на видео, где он спросил её, хочет ли она, чтобы он помог ей прекратить её долгие страдания, на что она ответила да, после этого она пьёт токсичный раствор с помощью соломинки, используя то немногое, что у него осталось, что привело к её смерти без страданий. Это событие стало началом более широких последующих действий и мобилизации населения в пользу закона об эвтаназии в Испании, на принятие которого безуспешно претендовали в течение многих лет. По состоянию на 2020 год дело всё ещё находится в суде № 25 в Мадриде и ожидает решения, поскольку Анхель Эрнандес обвиняется в совершении насилии в отношении своей жены.
17 декабря 2020 года законодательный орган XIV Конгресса депутатов одобрил законопроект о регулировании права на активную эвтаназию. Он получил 198 голосов за (PSOE, Unidas Podemos, BNG, ERC, Junts per Catalunya, Más País, Bildu, PNV, Nueva Canarias, Coalición Canaria, CUP, Ciudadanos), 138 голосов против (PP, Vox, UPN) и 2 воздержавшихся. После одобрения с поправками в Сенате, предложение вернулось в Конгресс депутатов, где было окончательно утверждено, так что 18 марта 2021 года закон об эвтаназии был одобрен Генеральными кортесами и вступил в силу спустя три месяца после публикации в BOE.
Католические секторы во главе с Испанской епископальной конференцией продемонстрировали своё несогласие с законом об эвтаназии.
В области биомедицины Коллегиальная медицинская организация в своём заявлении указала, что законопроект «противоречит нашему Кодексу медицинской деонтологии и противоречит позиции Всемирной медицинской ассоциации». Аналогичным образом, Официальная коллегия фармацевтов Мадрида (COFM), Коллегия дантистов и стоматологов региона I (COEM) и Официальная коллегия врачей Мадрида (ICOMEM) в совместном заявлении заявили о своём несогласии с законопроектом. Совет медицинских ассоциаций Каталонии (CCMC), хотя и поддержал закон, предупредил, что реестр профессиональных отказников «не может гарантировать сохранение этого конституционного права». В том же заявлении они поддержали «усиление паллиативной помощи».
Что касается СМИ, то консервативная газета ABC опубликовала 19 марта 2021 года на первой полосе статью под заголовком «Смерть как короткий путь», в которой выражался протест против того, что закон был утверждён «в ускоренном порядке, без социального диалога и в разгар пандемии». С другой стороны, левоцентристская газета El País уже опубликовала в декабре 2020 года редакционную статью о законе под названием «Социальный прогресс», в которой охарактеризовала его «как успешный шаг со значительной межсекторальной поддержкой».
В июле 2021 года стало известно, что 86-летняя женщина Эскарне, жительница города Дуранго (штат Вискайя), стала первым человеком, воспользовавшимся легальной эвтаназией в Испании. Она умерла 23 июля в окружении родных и близких в своём доме в Дуранго.

## Правовой статус
В Испании эвтаназия регулируется Органическим законом о регулировании эвтаназии, обнародованным Генеральными кортесами в марте 2021 года. В законе под эвтаназией понимается действие, которое непосредственно и активно приводит к смерти человека со стороны медицинского персонала, либо путём введения вещества, вызывающего смерть, либо путём назначения препарата, чтобы человек мог самостоятельно его принять, либо в медицинском учреждении, либо дома. Сначала должен быть проведён информированный и повторяющуюся в течение определённого времени заявительную процедуру в контексте серьёзного и неизлечимого хронического и инвалидизирующего заболевания, которое вызывает невыносимые страдания. Вся процедура будет проходить в рамках государственной системы здравоохранения и будет финансироваться государством, а сама система здравоохранения должна будет гарантировать это право тому, кто этого хочет и соответствует требованиям. Смерть, наступившая в результате предоставления помощи для ухода из жизни, будет считаться естественной смертью для всех случаев.
Чтобы подать заявление на эту процедуру, необходимо выполнить пять требований, которые сформулированы в законодательном документе:
- Иметь испанское гражданство или законное место жительства в Испании, быть совершеннолетним, дееспособным и осведомлённым на момент подачи заявления.
- Иметь письменную информацию о медицинском процессе, различных альтернативах и возможностях действий, включая доступ к паллиативной помощи.
- Добровольно и в письменной форме подать два заявления, между которыми должно пройти не менее пятнадцати календарных дней. Если врач считает, что смерть запрашивающего лица или утрата им способности давать информированное согласие неизбежны, он может принять любой более короткий срок, который он считает целесообразным, исходя из сопутствующих клинических обстоятельств, о чём он должен сделать запись в истории болезни пациента.
- Страдать от серьёзного и неизлечимого заболевания или страдать от серьёзного, хронического и инвалидизирующего заболевания в сроки, установленные настоящим законом, подтверждённые соответствующим врачом.
- Дать информированное согласие до получения помощи для ухода из жизни. Данное согласие будет включено в историю болезни пациента.

Также, возможен случай, когда человек ранее написал документ о предварительном распоряжении, в котором указал человека, который будет представлять его интересы.
На определённом этапе этого процесса медицинский работник, который ведёт дело, может прийти к выводу, что у человека нет понимания или самостоятельности для принятия решения, без того, чтобы это означало неправоспособность, и должен будет подать жалобу в комиссию по оценке, ответственную в каждом автономном сообществе. Отсутствие определения этого аспекта в самом законе может представлять опасность, поскольку в случае, если будет сочтено, что человек не был должным образом оценён и была проведена эвтаназия, это может быть расценено как содействие самоубийству или даже как убийство.
Закон признаёт индивидуальное право медицинских работников воспользоваться правом на отказ от медицинской помощи по соображениям совести и, таким образом, не выполнять те требования к медицинским действиям, которые несовместимы с их собственными убеждениями.

## Общественное мнение
По данным различных опросов, большинство населения Испании поддерживает декриминализацию эвтаназии, а также её легализацию для неизлечимо больных пациентов. — 86 % в 2018 году — и для не смертельно больных пациентов — 62 % в 2018 году. Опросы показывают, что с годами поддержка растёт.
Согласно опросу, проведённому в 2009 году в СНГ, 75 % опрошенных высказались за активную эвтаназию (и из них 60 % были полностью убеждены), 17 % — против (и из них 11 % были полностью убеждены); хотя ответы могли варьироваться в зависимости от возникшего клинического случая.
В статистике, проведённой позднее в 2017 и 2018 годах, процент, отвечающих за, увеличивается до 85 %, при этом обнаруживаются группы населения, где этот процент снижается, например, среди практикующих религиозных людей, людей старше 65 лет или консервативных избирателей — группы, где поддержка составляет более 60 %.
Среди медицинских групп процент аналогичен. Согласно опросу, проведённому в 2019 году коллегиями различных сообществ, 86,39 % высказались за (67 % с полной уверенностью и 19 % проявили определённые сомнения).